# Telmatoscorpio brevipectus
Telmatoscorpionidae, Telmatoscorpio
Famille
Genre
Espèce
Telmatoscorpio brevipectus, unique représentant du genre Telmatoscorpio et de la famille des Telmatoscorpionidae, est une espèce fossile de scorpions.

## Répartition
Cette espèce a été découverte à Mazon Creek en Illinois aux États-Unis. Elle date du Carbonifère.

## Publication originale
- (en) Erik Norman Kjellesvig-Waering, « A restudy of the fossil Scorpionida of the World », Palaeontographica Americana, 1986, vol. 55, p. 5-287.